# René Cassin
René Cassin, född 5 oktober 1887 i Bayonne, död 20 februari 1976 i Paris, var en fransk jurist och domare.
René Cassin var verksam vid FN:s kommission för de mänskliga rättigheterna och domstolen i Haag. Därtill var han medlem (1959-1965) och ordförande (1965-1968) av Europadomstolen.

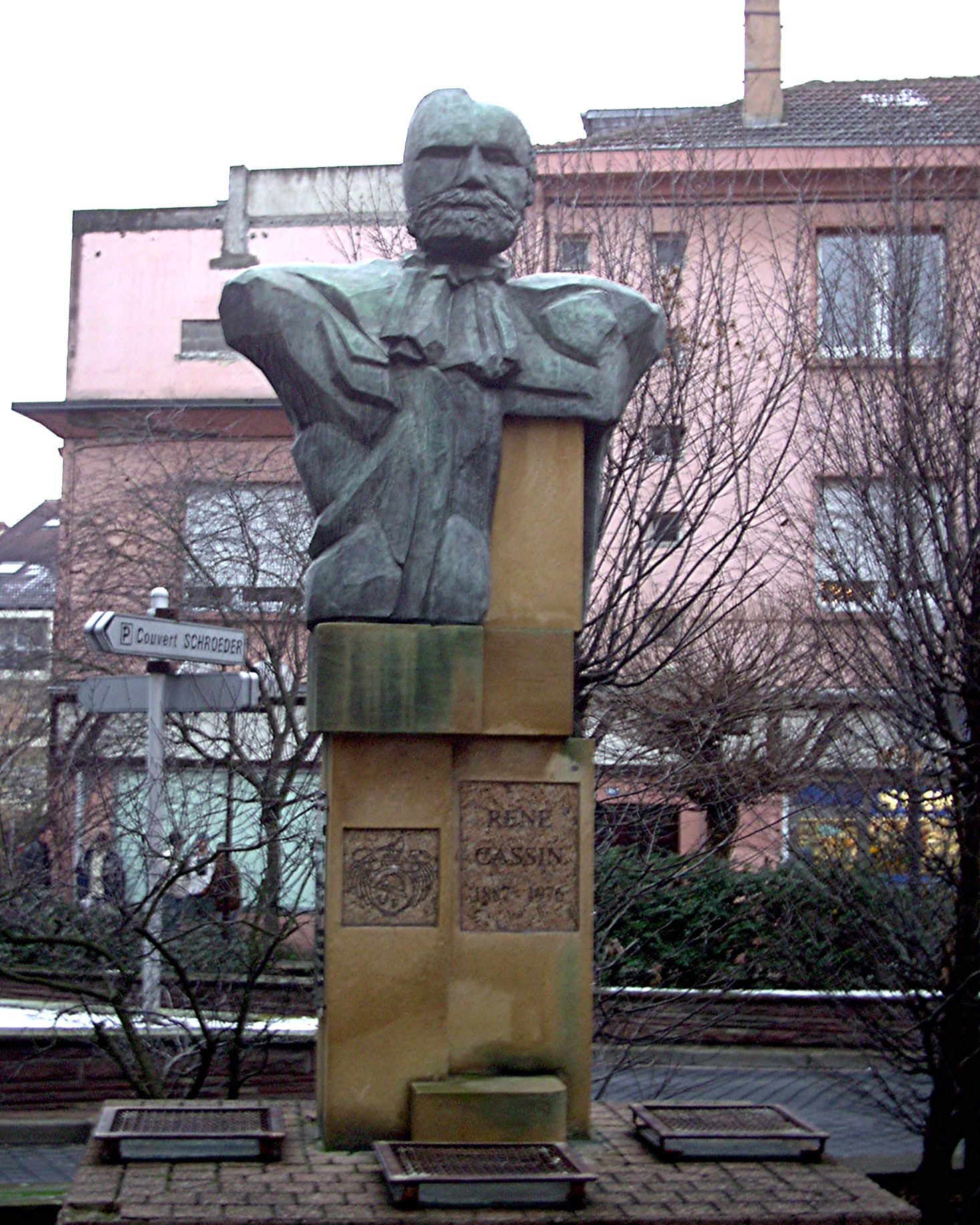
Minnesmärke över René Cassin i Forbach, Lothringen.

1968 erhöll han Nobels fredspris för sitt arbete med den universella deklarationen om de mänskliga rättigheterna, som FN:s generalförsamling antog 10 december 1948. 1968 erhöll han även FN:s pris för mänskliga rättigheterna.